# Actio in factum
Een actio in factum is een op de feiten aangepaste actie, waarbij er geen sprake was van een directe schade aan het lichaam (corpere corpori datum) maar wel van een zaakbeschadiging of vermogensnadeel. Deze actie werd in het Romeins recht door de praetor toegepast, als er geen directe actie mogelijk was. Een praetor kon ook een actio utilis (letterlijk: nuttige actie) toepassen. Dit is een aanpassing op een bestaande formula, wat ook wel lineair is aan het hedendaagse analoog redeneren. Belangrijk bij een actio in factum is dat er wel een causaal verband zit tussen de geleden schade en de leadens (pleger van het delict). 

## Delicten actio in factum
Er kan sprake zijn van meerdere daders, waardoor er een actio in factum kan worden geleverd aan één persoon en een actio legis Aquilia aan de andere persoon. Bijvoorbeeld het voorval waarin een slaaf een veewagen in een hinderlaag lokt en de andere slaaf het vee vermoordt. Hierbij wordt bij de slaaf, die de hinderlaag heeft veroorzaakt, een actio in factum verleend en bij de slaaf die het vee doodt een actio legis Aquilia. Een ander voorbeeld is een vrij persoon die een slaaf uit medelijden bevrijdt, waardoor de eigenaar van de slaaf zaakbeschadiging lijdt. Tot slot bij een slaaf die een kabel doorsnijdt van een schip, dat vervolgens op de klippen vaart, is ook een actio in factum van toepassing.

## Noxale aansprakelijkheid
Bij een actio in factum kan ook sprake zijn van noxale aansprakelijkheid: een quasi delict, dat bijvoorbeeld gepleegd is door een slaaf, zodat diens meester aansprakelijk is. De eigenaar van de slaaf die het quasi delict heeft gepleegd, heeft de keuze om de slaaf uit te leveren aan de gelaedeerde (slachtoffer van het delict) en hoeft in dat geval niets te betalen. Deze actie wordt een actio noxalis genoemd.